# Острието (филм)
„Острието“ (на английски: The Edge) е американска приключенска драма през 1997 година на режисьора Лий Тамаори с участието на Антъни Хопкинс и Алек Болдуин.

## Български дублажи
| Озвучаващи артисти | Таня Димитрова Марин Янев Владимир Пенев Даниел Цочев |

| Озвучаващи артисти  | Ирина Маринова Николай Николов Христо Бонин Христо Чешмеджиев |
| Преводач            | Яна Янева                                                     |
| Тонрежисьор         | Емил Енев                                                     |
| Режисьор на дублажа | Мария Ангелова                                                |